# Funicolare Monte San Salvatore
La Funicolare Monte San Salvatore è una funicolare che si trova nel Canton Ticino, in Svizzera e porta dal comune di Paradiso, nei pressi di Lugano, fino alla cima del Monte San Salvatore, punto panoramico sulla regione del lago e del distretto di Lugano, sulla pianura lombarda e sulle catene delle Alpi svizzere e della Savoia.

## Storia
Il San Salvatore è una delle montagne più conosciute internazionalmente. A diffondere la fama contribuirono, a partire dal 1200, i pellegrinaggi dei credenti che raggiungevano a piedi la sommità del monte per rendere omaggio al Figlio di Dio che, secondo un'antica leggenda, durante la sua ascesa al Cielo, vi avrebbe fatto una breve sosta.
Sul finire del XIX secolo qualcuno si rese conto della possibilità di sfruttare la popolarità del San Salvatore. Nel 1870, un intraprendente fiorentino, Stefano Siccoli, lanciò l'idea di costruire su questa montagna, una strada carrozzabile, una funicolare e un grande albergo. Le sottoscrizioni aperte per il finanziamento non diedero l'esito sperato e l'impresa fu abbandonata.
Maggior fortuna ebbe invece l'iniziativa promossa dall'Avvocato luganese dott. Antonio Battaglini. Il 10 agosto 1885 inoltrò al Consiglio Federale la domanda di concessione per la costruzione di una strada ferrata ad ingranaggio da Lugano fino alla cima del San Salvatore. Il 12 dicembre l'istanza fu accolta dall'assemblea federale cosicché, portata a termine la raccolta dei mezzi finanziari, con la partecipazione quale azionista la stessa città di Lugano, si poterono iniziare i lavori di costruzione della Funicolare.
I lavori iniziarono il 24 luglio 1888 e avrebbero dovuto essere portati a termine entro il primo agosto 1889 come previsto dall'impresa Baucher e Durrer di Kägiswil incaricata dell'opera insieme alle ditte Bell e Maschinenfabrik di Oerlikon; ma le continue piogge durante l'estate ritardarono i lavori.
L'inaugurazione della funicolare era stata prevista per il 19 marzo 1890 e la sua apertura per il giorno successivo. Erano già stati spediti gli inviti, ma all'ultimo momento si dovette rinviare il tutto in quanto non era ancora giunta l'autorizzazione federale.
Il collaudo ufficiale della funicolare avvenne il 20 marzo 1890, mentre la festosa inaugurazione si svolse nella giornata di mercoledì 26 marzo 1890, alla presenza di un'ottantina di invitati al banchetto ufficiale.
Nella mattinata del 27 marzo 1890 ebbe inizio il servizio regolare per il pubblico della nuova funicolare del San Salvatore in coincidenza con le corse dei battelli.
Gli azionisti della Società della Ferrovia Lugano-Monte San Salvatore tennero la loro prima assemblea il 28 marzo 1890. Il consiglio d'amministrazione onde poter offrire ai frequentatori del San Salvatore un conveniente ristorante (il fabbricato allora esistente non prestandosi per le sue condizioni edilizie ad una riparazione o ristrutturazione) decise di costruire in vicinanza della stazione un edificio con ampia sala e terrazza da servire da ristorante che venne poi ampliato nel 1896.
Nell'inverno 1925/26 venne eseguita la completa trasformazione dell'impianto di trazione con un macchinario nuovo e conseguente aumento di velocità a metri 1,8 al secondo. Il tempo di percorrenza venne così ridotto da 26 a 18 minuti. Le vetture vennero sostituite con due nuove della capienza di 65 persone contro le 32 precedenti.
Nel 1938 le ditte Bell & CI. di Kriens, Maschinenfabrik di Oerlikon e Kabelwerke di Brugg fornirono macchinari di trazione atti ad assicurare una maggiore sicurezza all'esercizio, ma resero necessario la sostituzione della fune, del pignone, delle ruote di trazione, delle pulegge del freno ed apparecchi annessi. La velocità di trazione venne portata da metri 1,8 al secondo a metri 2,5 al secondo, riducendo così la durata della costa a 14 minuti.
Nel 1943, su iniziativa della Commissione studi e ricerche sull'alta tensione dell'Associazione Svizzera degli elettrotecnici e dell'Unione centrali elettriche svizzere, si creò in vetta al San Salvatore un centro di studi sui fulmini, diretto dal prof. Karl Berger del Politecnico federale di Zurigo.

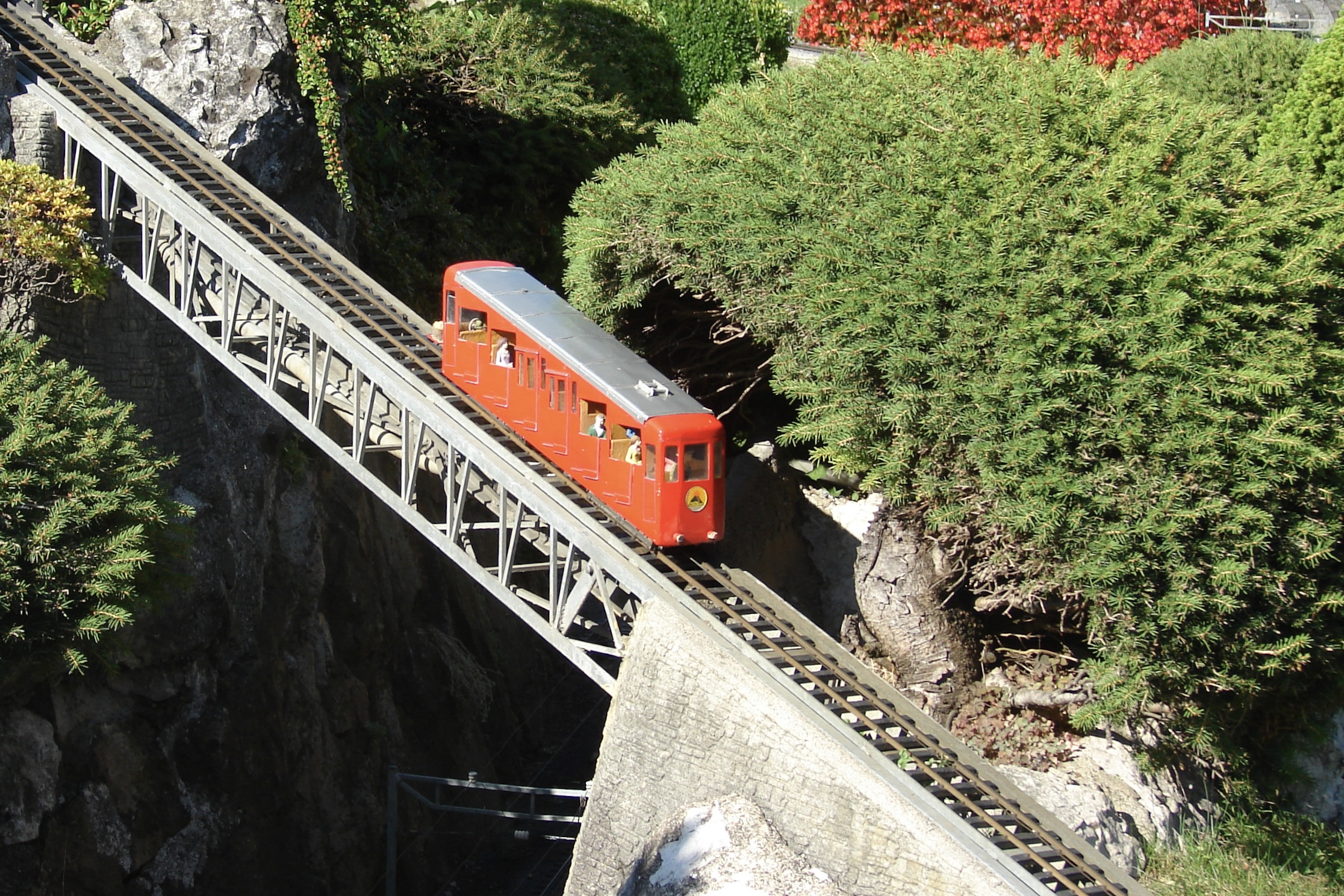
Funicolare Monte San Salvatore in scala 1:25 in Swissminiatur, 2009

In vicinanza della piccola chiesa fu eretta un'antenna di legno dell'altezza di 70 metri munita di punta d'acciaio di 10 metri. Il centro, dotato delle più sofisticate apparecchiature per la misurazione dei fulmini, fu di rinomanza mondiale. Gli studi scientifici eseguiti in circa trent'anni di lavoro diedero risultati di grande utilità e importanza universale nel campo della prevenzione sulle apparecchiature elettriche. Il centro venne smantellato nel 1982 e al suo posto è stato allestito un museo.; negli anni successivi venne costruita la nuova stazione emittente PTT/Swisscom.
Si eseguirono lavori di riattazione e miglioria, opere di consolidamento della linea della funicolare che verso il 1960 dovette adeguarsi al nuovo regime di tensione adottato dall'officina elettrica di Lugano. Vennero eseguiti lavori di notevole impegno anche finanziario dovuto all'installazione di nuove vetture, alla sostituzione dell'impianto elettrico e del comando freni che passò dal sistema meccanico all'idraulico.
La funicolare festeggiò nel 1990 il suo centenario.
Negli anni a seguire furono effettuati ulteriori investimenti, i locali superiori del ristorante vennero trasformati in moderne sale multiuso, le strutture vennero rese accessibili ai disabili, alle persone con difficoltà motorie e agli ipovedenti.
Se da una parte, il San Salvatore ha mantenuto inalterata la sua attrazione quale meta panoramica privilegiata, oggi, grazie al Ristorante Vetta, alle opportunità congressuali, alle manifestazioni promosse, la montagna luganese è diventata un apprezzato punto di riferimento per la gente locale e turisti che giungono al Lugano da tutto il mondo.

## Scheda Tecnica

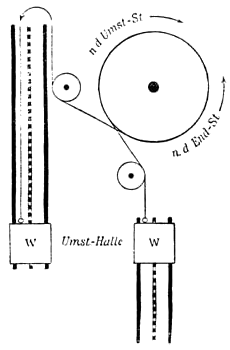
"W": stazione intermedia

Funicolare con vetture a movimento contrapposto
La linea di 1660 metri di lunghezza è divisa in due tratte separate di 830 metri, ciascuna con un'inclinazione diversa, la prima tratta (sezione 1) raggiunge il 37% e la seconda tratta (sezione 2) il 61%. Per via delle pendenze diverse, le due vetture sono costruite differentemente ma godono della medesima capienza (68+1 persone), viaggiano in moto "a va e vieni contrapposto" rispetto alla fermata intermedia di metà tragitto, senza incrociarsi. Si affiancano in posizione livellata per circa 10 metri alla stazione intermedia di Lugano-Pazzallo.
Sin dall'inizio della costruzione dell'impianto nel luglio 1888, la stazione motrice con la sala macchine, si trova alla stazione intermedia. Questo affinché la stazione risulti raggiungibile via strada e al tempo stesso per agevolare il cambio di vettura. La linea non è elettrificata e le due carrozze sono collegate tramite un'unica fune traente di acciaio di 1650 metri di lunghezza e di 33 millimetri di diametro, che permette il funzionamento dell'impianto di risalita.
Descrizione del funzionamento a movimento contrapposto
Per capire meglio il meccanismo supponiamo dapprima che la stazione motrice sia in vetta. Immaginiamo inoltre che la vettura 1 si trovi nella stazione a valle (Paradiso) e la vettura 2 in quella a monte (vetta San Salvatore). Le due cabine sono collegate l'una con l'altra mediante la fune che è avvolta alla ruota motrice. Quando quest'ultima gira, la vettura 1 viene trainata verso monte, mentre la vettura 2 scende per gravità verso valle. Una volta raggiunta la stazione intermedia di Pazzallo, se la ruota motrice è mossa nell'altra direzione, il moto delle vetture s'inverte. La vettura 2 è trainata verso la vetta e la vettura 1 scende per gravità verso Paradiso. Dato che la lunghezza delle due tratte è uguale, le vetture arriveranno nuovamente e contemporaneamente alle rispettive stazioni di testa.
Capito questo meccanismo, basta sostituire la ruota motrice, immaginata precedentemente a monte, con una semplice ruota di rinvio, portarla alla stazione intermedia, collegarla con un motore elettrico da 200 kW di potenza ed il gioco è fatto.
Questa configurazione dell'impianto è unica nel panorama delle funicolari tuttora in esercizio in Ticino. La sala macchine è inoltre dotata di un motore ausiliario diesel idrostatico che, in caso di mancata erogazione di energia elettrica, permette comunque l'esercizio della funicolare ma a velocità ridotta.